# Platyrrhinus recifinus
Platyrrhinus recifinus é uma espécie de morcego da família Phyllostomidae. Endêmica do Brasil, onde pode ser encontrada nos estados do Ceará, Paraíba, Pernambuco, Bahia, Espírito Santo, Rio de Janeiro, Minas Gerais, São Paulo, Paraná e Santa Catarina.
Foi designada para homenagear a cidade de Recife, no Brasil, onde foi registrada pela primeira vez por Oldfield Thomas em 1901. Anteriormente considerado "vulnerável", foi reclassificado como "menos preocupante" pela IUCN em 2008. No entanto, é considerada uma espécie em extinção no Brasil, onde está ameaçada de perder seu habitat. Não tem subespécies reconhecidas.

## Descrição
Possui tamanho médio para sua subfamília, com comprimento corporal total de 89 a 93 milímetros (3,5 a 3,7 pol) e um peso de 17 a 19 gramas (0,60 a 0,67 oz). Os indivíduos da parte norte da região são geralmente um pouco menores do que os do sul.
Possui folha nasal desenvolvida e quatro listras faciais brancas. Tem cabelo castanho escuro a acinzentado, que é mais claro na parte inferior do que na parte superior do corpo. Existem duas faixas largas de pêlo branco na superfície superior da cabeça, formando faixas claramente visíveis, e faixas mais estreitas e menos distintas nas bochechas. A membrana da asa entre as pernas tem uma borda em forma de "u" e uma borda posterior coberta por pêlos densos. Possui 32 dentes.

## Distribuição, habitat e dieta
Habita principalmente a Mata Atlântica do Brasil, do Ceará ao norte a Santa Catarina ao sul. Também é encontrado nas margens do cerrado e matagal da Caatinga, no Brasil. Os relatos da espécie para regiões distantes na Guiana e Suriname se referem à espécie Platyrrhinus guianensis, descrita em 2014. Empoleira-se em árvores e, às vezes, em cavernas, em altitudes entre 200 e 1530 metros. Em comparação com outras espécies de morcegos, os poleiros são relativamente pequenos, com de três a dez indivíduos em cada local. Alimentam-se de frutas e flores, especialmente figos e embaúbas.

## Dieta
Pouco se sabe sobre sua dieta. No entanto, acredita-se que se trata de uma espécie principalmente frugívora.

## Conservação
Em 2016, a União Internacional para a Conservação da Natureza (IUCN) classificou o estado de conservação da espécie como "menos preocupante". A IUCN observou que grande parte de seu habitat foi fortemente desenvolvida e que a espécie foi alvo de captura. No entanto, não considerou esses fatores como grandes ameaças.